# Fortaleza de Puchunqui
El fuerte de Puchunquí fue una fortaleza con una pequeña guarnición construida por Rodrigo de Quiroga en 1575,  cerca de la ciudad vieja de Santa María Magdalena de Villa Rica. En 1585 cayó el cacique mapuche Huepotaén o Potaén, de Llifén, que fue asesinado bajo tormentos por mandato del gobernador Alonso de Sotomayor. La fortaleza fue destruida por su esposa, la heroína mapuche Janequeo, famosa porque hizo la guerra en ese valle contra los españoles para vengar a su marido y salió victoriosa. Sin embargo, el examen de todos los antecedentes, autoriza a creer que Janequeo así como los sucesos en que se la hace intervenir, son una creación del capitán poeta Alonso de Ercilla en su Araucana.